# Scelionites capitatus
Scelionites capitatus är en stekelart som beskrevs av Statz 1938. Scelionites capitatus ingår i släktet Scelionites och familjen Scelionidae. Inga underarter finns listade i Catalogue of Life.